# Typhloligidium coecum
Typhloligidium coecum is een pissebed uit de familie Ligiidae. De wetenschappelijke naam van de soort is voor het eerst geldig gepubliceerd in 1904 door Carl.